# Église du Bon-Pasteur de Pakila
Pour les articles homonymes, voir Église du Bon-Pasteur.
L'église du Bon-Pasteur (en finnois : Hyvän Paimenen kirkko) jusqu'en 2002 église de Pakila (en finnois : Pakilan kirkko) est une église luthérienne située dans le quartier de Pakila à Helsinki en Finlande,,.

## Description
L'église est construite à l'intersection du Kehä I et de la Tuusulanväylä.
La lumière est la caractéristique centrale de la nef.
La conception se retrouve également dans l'éclairage et la rangée verticale de fenêtres. 
Une chapelle pour enfants est reliée à l'église.
Le retable du peintre Markku Pääkkönen intitulé l'aile de Gabriel, projette des couleurs claires et un spectre de couleurs brillant dans la nef depuis les vitraux. 
Le relief Sinapinsiemen au-dessus de l'ancienne porte principale de l'église est l'œuvre du sculpteur Taisto Martiskainen. 
Le relief du Bon Pasteur hérité de l'autel de l'ancienne église, est l'œuvre du sculpteur Yrjö Rosola est situe dans la salle paroissiale. 
L'artiste textile Agneta Hobin a réalisé les textiles de l'autel de l'église et une œuvre d'art tissée en argent pour la chapelle des enfants. Le bâtiment abrite également des oeuvres du peintre Juri Saarikoski.
L'orgue Andreas Silbermann de style français a été construit par la fabrique d'orgues Martti Porthan en 2003. 
L'instrument de l'ancien facteur d'orgue Veikko Virtanen est situé dans la salle paroissiale. 
Les mélodies des cloches du compositeur Tuomo Teirilä pour les sept cloches de l'église varient selon l'année.

## Historique
L'église de Pakila est construite en 1950.
En 2002, l'église étant devenue trop petite, il est décidé qu'elle agrandie et renommée église du Bon-Pasteur. Juha Leiviskä conçoit la restauration de l'ancienne église et la construction de la nouvelle, la nef de l'ancienne église devenant la salle paroissiale.

## Accès
L'église est accessible par les bus 54, 553, 600, 633, 643 et 67 aisi que les trains : I et P.

## Galerie

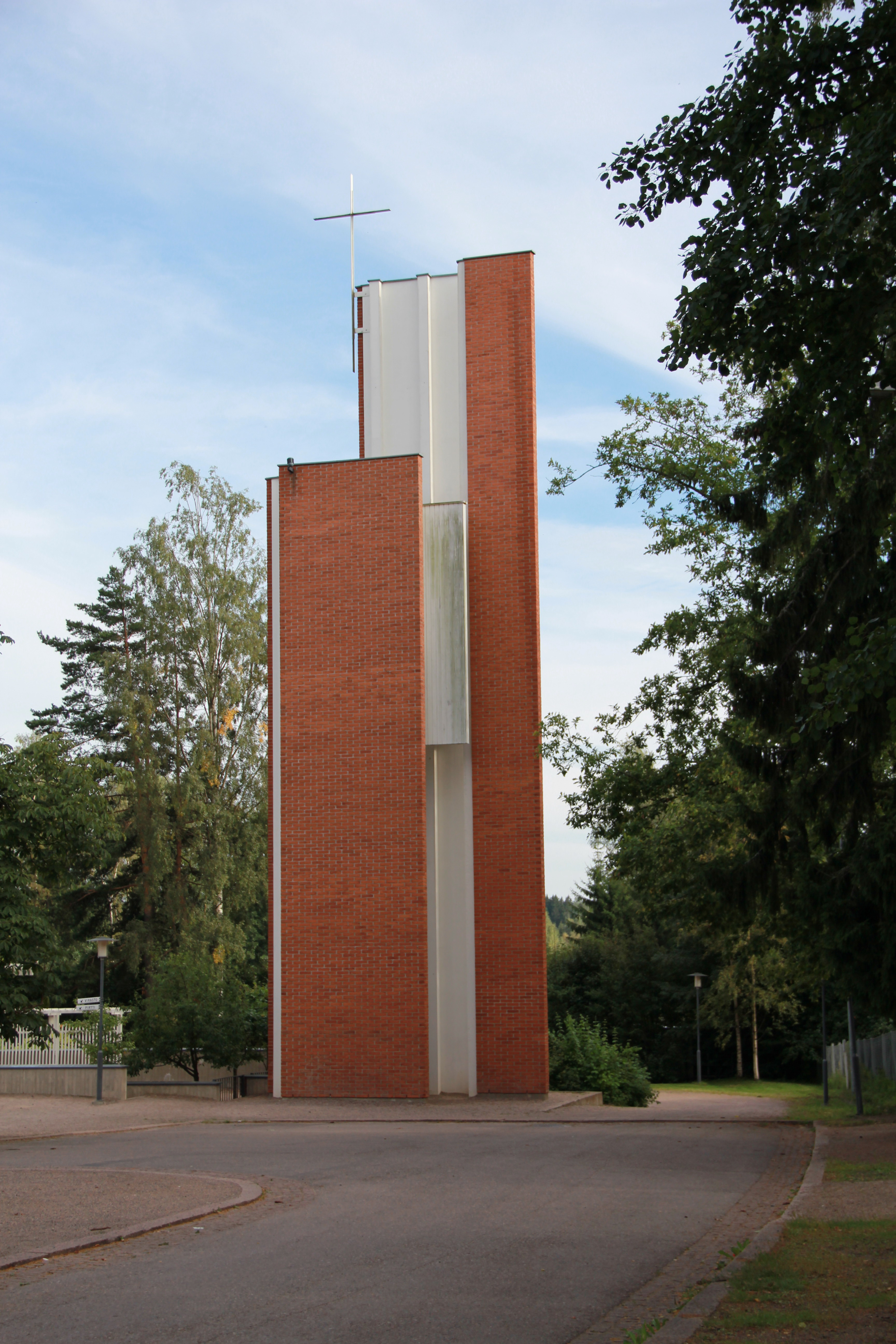
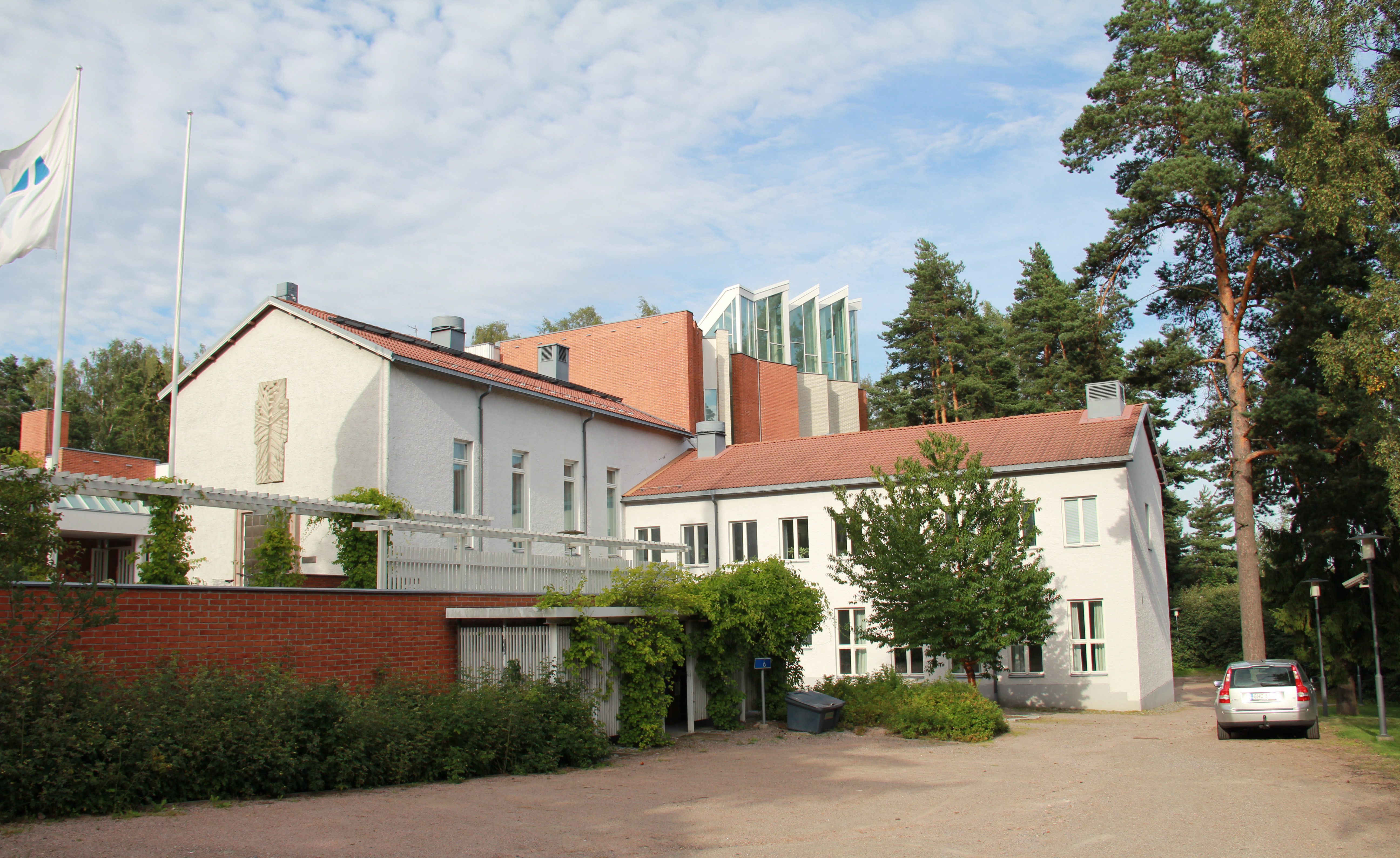
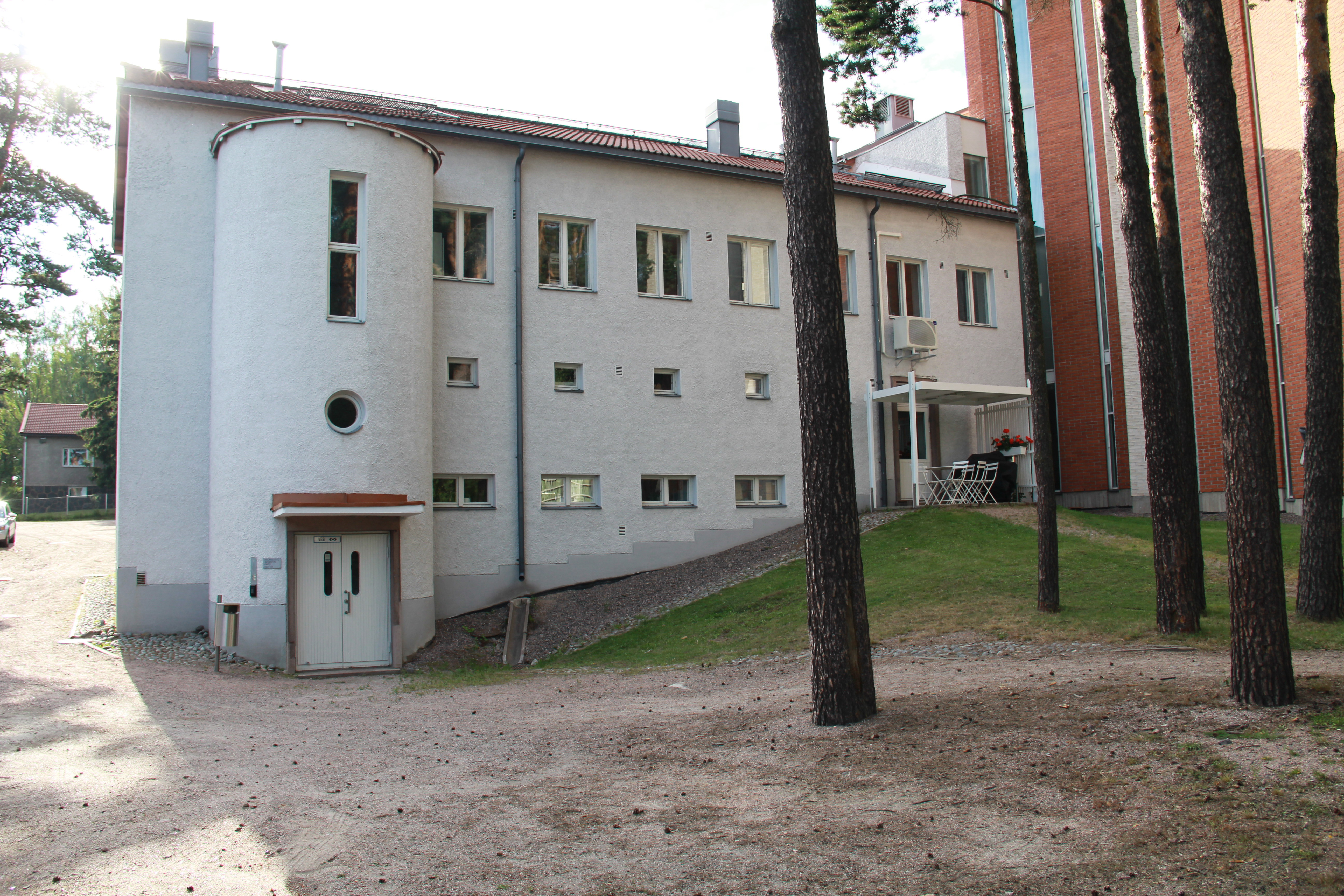
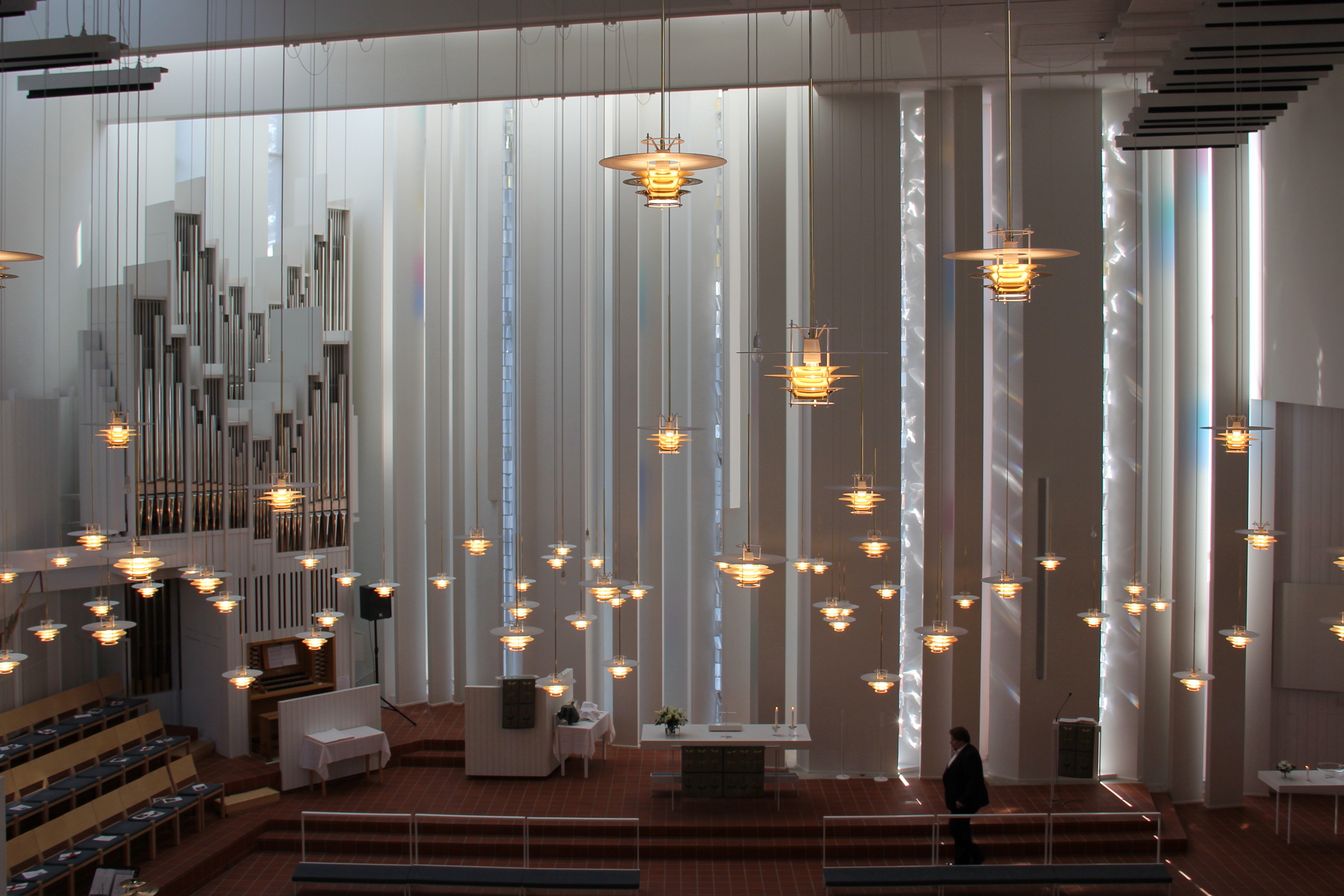
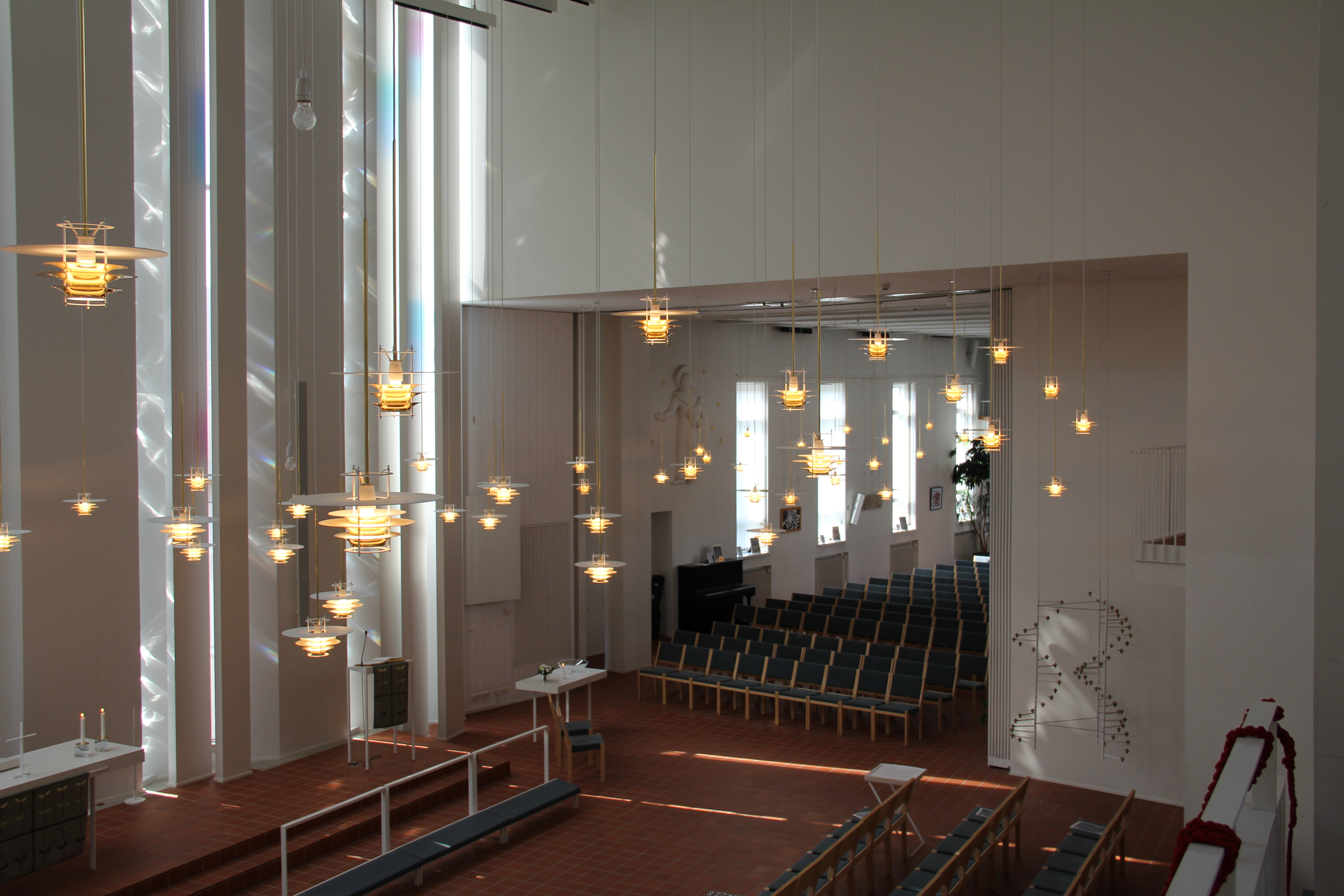